# Sahyadria chalakkudiensis
Sahyadria chalakkudiensis е вид лъчеперка от семейство Шаранови (Cyprinidae). Видът е застрашен от изчезване.